# Citalopram
Citalopram (Celeksa, Cipramil) je antidepresivni lek is klase selektivnih inhibitora preuzimanja serotonina (SSRI). On ima FDA odobrenje za lečenje kliničke depresije, a propisuje se i za brojna anksiozna oboljenja.

## Medicinska upotreba
Citalopram je odobren za lečenje simptoma kliničke depresije.

### Doziranje
Citalopram je dostupan u obliku tableta od 10 mg, 20 mg, i 40 mg, kao i 10 mg/5 mL oralni rastvora sa ukusom peperminta. Preporučena početna doza je 20 mg/dan, sa punom dozom od 40 mg/dan. Nije utvrđeno da se efikasnost povećava sa daljim povećanjem doze, mada neki lekari povišavaju dozu na 60 mg/dan ili više. Preporučuje se povećanje doze ne prelazi 20 mg/dan nedeljno. Citalopram se tipično uzima u jednoj dozi, bilo ujutro ili uveče. Citalopram se može uzimati sa ili bez hrane. Apsorpcija citaloprama se ne povišava sa unosom hrane, ali hrana može da spreči mučninu. Do mučnine može da dođe kad 5HT3 receptori aktivno apsorbuju slobodni serotonin, pošto je taj receptor prisutan unutar digestivnog trakta. 5HT3 receptori stimulišu povraćanje. Ova nuspojava se obično izgubi vremenom, kad se telo privikne na lek.

## Stereohemija
Citalopram ima jedan stereocenter, za koji se 4-floro fenilna grupa i N,N-dimetil-3-aminopropilna grupa vezuju. Usled hiralnosti, molekul postoji u dve enantiomerne forme. One se nazivaju S-(+)-citalopram i R-(–)-citalopram.
-{

| -(+)-citalopram      | -(–)-citalopram   |
| -(+)-citalopram      | -(–)-citalopram   |
| (}-S)-(+)-citalopram | (R)-(–)-citalopram |

Citalopram se prodaje kao racemska smesa, koja se sastoji od 50% (R)-(−)-citaloprama i 50% (S)-(+)-citaloprama. Samo (S)-(+) enantiomer ima željeno antidepresantsko dejstvo. Lundbeck prodaje (S)-(+) enantiomer pod generičkim imenom escitalopram. Dok je citalopram na tržištu u obliku bromovodonika, escitalopram se prodaje kao oksalatna so (hidrooksalat). U oba slučaja, aminska so omogućava ovim lipofilnim molekulima da budu rastvorni u vodi.

## Literatura
- Rang, H. P. (2003). Pharmacology. Edinburgh: Churchill Livingstone.  978-0-443-07145-4.

## Spoljašnje veze
- Celeksa
- Informacija za pacijente
- U.S. Citalopram

|  | Molimo Vas, obratite pažnju na važno upozorenje u vezi sa temama iz oblasti medicine (zdravlja). |